# Busasamana (Nyanza)
Busasamana è un settore (imirenge) del Ruanda, parte della Provincia Meridionale e del distretto di Nyanza.